# おんたま♪おんぷ島へん
おんたま♪おんぷ島へん（おんたま　おんぷとうへん）は、2007年6月7日にノイズファクトリーより発売された音楽ゲーム。対応機種はニンテンドーDS。

## 概要
タッチペンを使用し、音の精霊である「おんたま」を捕獲するというリズムアクションゲーム。オリジナル曲は主にキャラ毎（一部ペア）に用意されている。

## ストーリー
この世界には楽器以外に「おんたま」という音の精霊を使い、曲を演奏することを「おん楽」と表現し、その演奏家を「おんたマスター」と呼ばれている人々が存在していた。おんたマスターは「おんばん」という曲が内蔵されたディスクでおんたまを集めるというやり方で演奏する。
そんな世界のおんぷ島にある小さな村のおん楽学校ではビートとレストがいて、幼馴染かつ自他共に認めるライバル同士だった。ある日、2人がいつものようにどちらが先におんたマスターになるかで言い争いながら学校から帰っていると白いおんたまが道端で倒れていた…。

## キャラクター
ビート
主人公の男の子。「おんたま」と感覚で会話する能力を持つ。
レスト
もう1人の主人公。ビートと同じ年頃のはずだが胸が大きく、また容姿も年上に見える。
センセイ
ロングヘアーで眼鏡の女性で、学校のただ1人の経営者でもある。ゲーム中では主に遊び方の説明画面で登場する。本名は不明。
アルト
妖精だが外見とは違い男の子。耳が長い。
アリア
とある村の宿屋の娘。着物っぽい服装をしている。女性（おそらくスイート）に襲撃されてしまう。
キグ
ヤンキーっぽい容姿の男の子。身長はかなり低く見える。
クラブ
キグのペットの大ワニ。音楽を聴くと大人しくなる。
エレジー
魔界の何者かが「おん石」を利用して作ったロボット。性別は女の子らしい。話すことができない。
ポコ
迷いの森の男の子。髪の面積が広い。頭にペンギンが乗っているが、詳しいことは不明。
トニック
ブラストの手下で、ダイアと共に行動している。家はかなりお金持ちらしい。中性的な容姿だが、男の子だと思われる。
ダイア
トニックと共に行動している人造人間(?)。
スイート
踊り子(?)の女性。ブラストに好意を抱いており、こっそり彼の跡をつけている。
ルバート
魔界のプリンスを何人も育ててきた執事。つまり、現在はブラストの執事である。
ブラスト
魔界のプリンスで、本作のボス。2つの形態がある。

## 備考
- 美麻りんの漫画「おんたま♪」とは無関係である。
- テレビCMでは80☆PAN!が出演していた。
- 収録曲の中には『新・豪血寺一族 -煩悩開放-』のBGMである「レッツゴー!陰陽師」が収録されている。